# المودرا

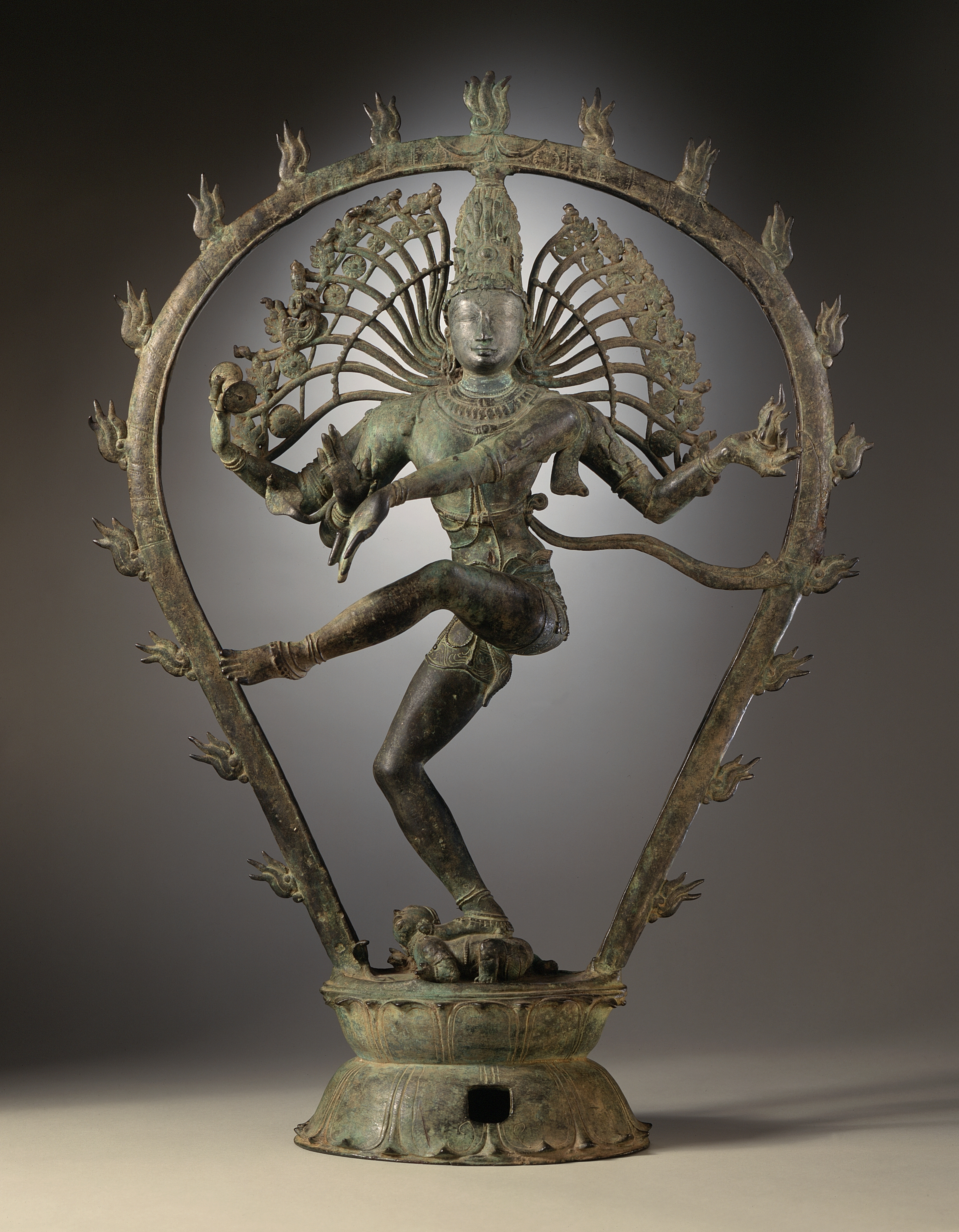
منحوتة برونزية من سلالة تشولا من القرن العاشر للإله الهندوسي ناتاراجا (شيفا) تشكل العديد من المودرات

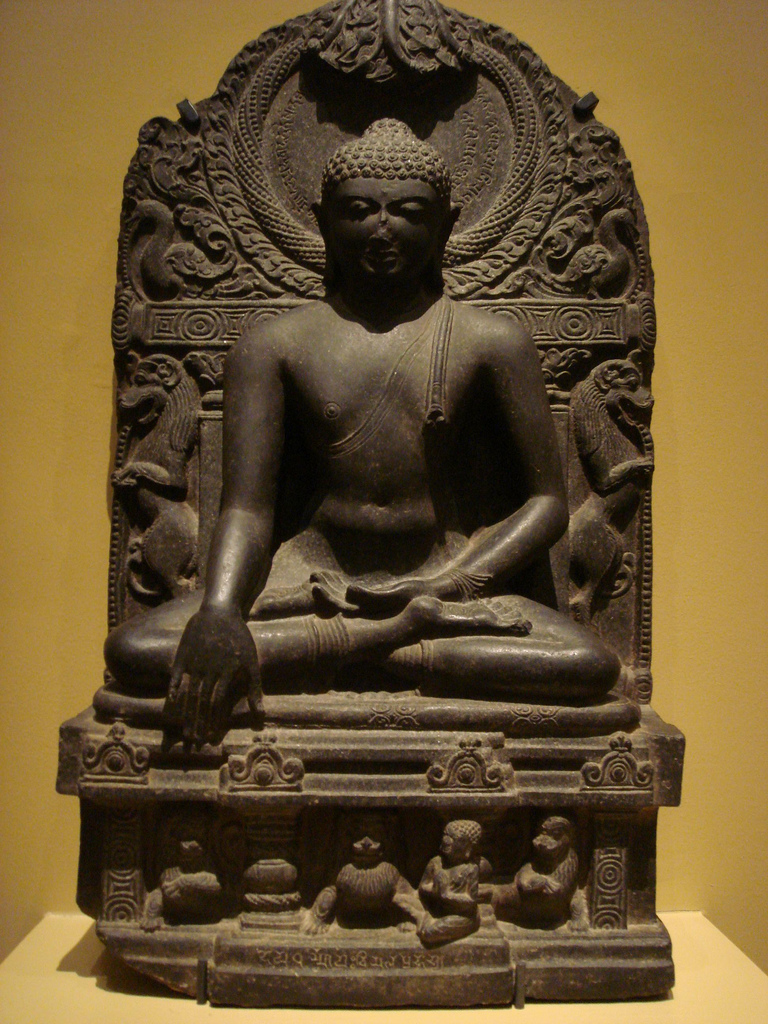
تمثال بوذا شاكياموني الهندي يصنع البوميسبارا أو "شاهد الأرض" مودرا ، ج 850

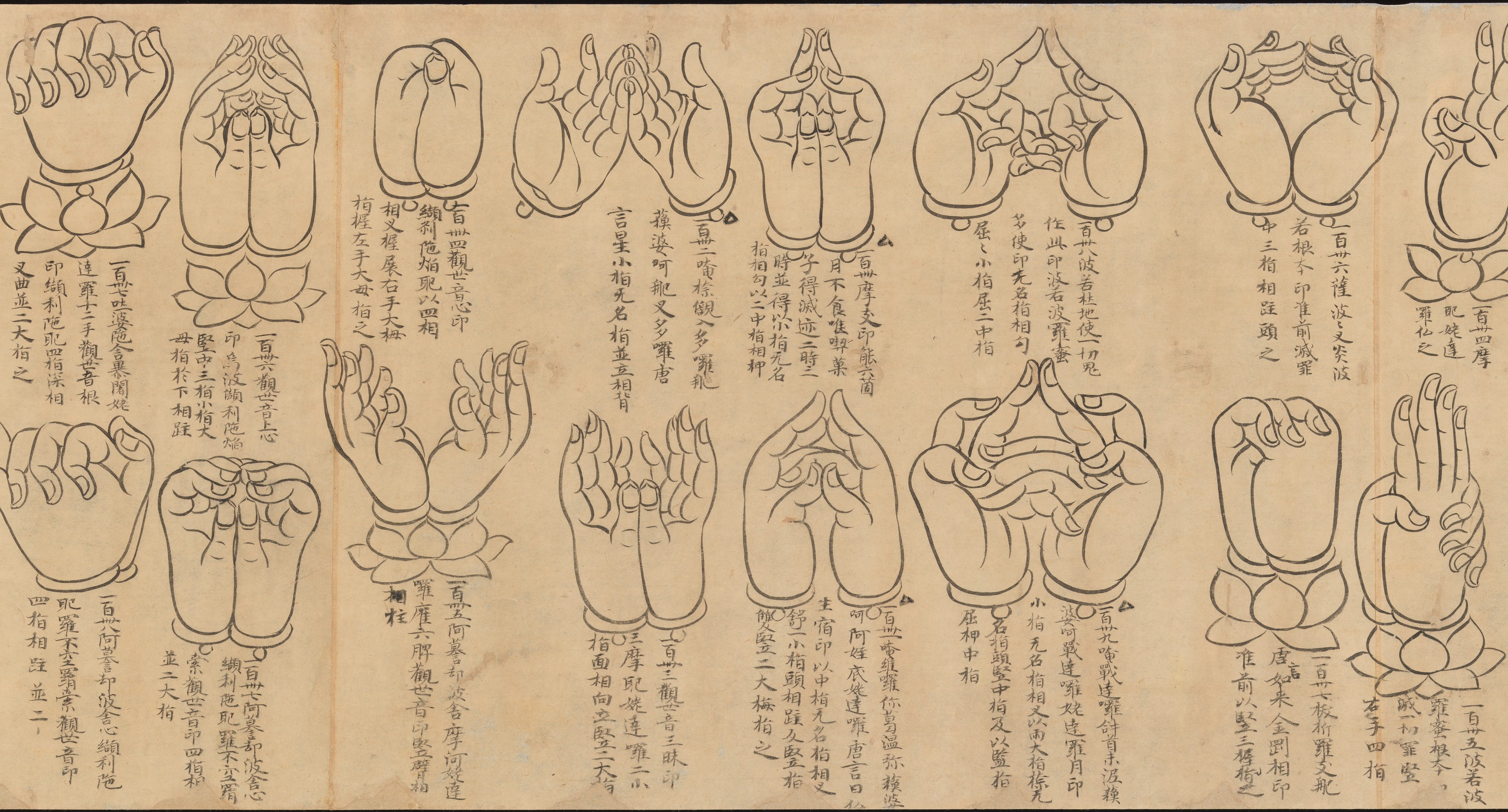
لفيفة يابانية من القرن الثاني عشر تظهر إيماءات مودرا مختلفة

المودرا؛ (/ mudrɑː // mudrɑː / ؛ (السنسكريتية: मुद्रा) ، iast ، "ختم" ، "علامة" أو "إيماءة" ؛ التبت ཕྱག་ རྒྱ་ ، THL: chakgya ،) هي لفتة رسمية أو طقسية أو موقف واليانية والبوذية. في حين أن بعض المودرات تشمل الجسم كله، إلا أن معظمها يتم إجراؤه باليدين والأصابع.
مودرا ليست فقط إيماءات روحية مستخدمة في الأيقونات والممارسات الروحية للأديان الهندية، ولكنها أيضًا مهمة في العديد من أنماط الرقص واليوغا الهندي. يختلف نطاق المودرات المستخدمة في مختلف المجالات (والديانات)، ولكن مع تداخل محدود. بالإضافة إلى ذلك، تم استخدام mudras البوذية الوفيرة خارج جنوب آسيا وطوروا أنماطًا محلية مختلفة في أماكن أخرى.
في هاثا يوغا، يوصى باستخدام مودرا مع البراناياما (تمارين التنفس اليوغي)، عادة في وضع الجلوس لتحفيز أجزاء الجسم المختلفة التي تشارك في التنفس وللتأثير على تدفق البرانا. يرتبط أيضًا بالبندو أو البوديسيتا أو الأمريتا أو الإدراك في الجسم. على عكس التانترا مودرا القديمة لعام، فإن الهاثا مودرا اليوغا هي عمومًا ممارسات داخلية تشمل قاع الحوض والحجاب الحاجز والحلق والعينين واللسان والشرج والأعضاء التناسلية والبطن وأجزاء أخرى من الجسم. أمثلة على هذا التنوع من mudras هي Mula Bandha وMahamudra وViparita Karani وKhecarī Mudra وVajroli Mudra. ارتفع العدد من 3 في أمريتاسيدهي إلى 25 في جيراندا سامهيتا، وظهرت المجموعة التقليدية المكونة من 10 في هاثا يوغا براديبيكا.

## علم أصل الكلمة والتسميات
كلمة مودرا لها جذور سنسكريتية . بحسبًا للباحث السير منير منير ويليامز ، فإن ذاك يشير إلى "الختم" أو "أي وسيلة أخرى تستخدم في الختم".

## الايقونية
تم استخدام مودرا في أيقونات الفن الهندوسي والبوذي في شبه القارة الهندية وتم وصفه في الكتب المقدسة مثل Nātyaśāstra ، و 24 asaṁyuta ('منفصل' ، بمعنى 'بيد واحدة') و 13 saṁyuta ('مفاصل' ، بمعنى 'مع واحد. يد '). "يعني) يحتوي. يدين ") مودرا. عادة ما يتم إنشاء أوضاع مودرا باستخدام راحة اليد والأصابع. إلى جانب أساناس (" وضعيات الجلوس ") ، يتم استخدامها بشكل ثابت في التأمل وديناميكيًا في الممارسة الهندوسية.
الرموز الهندوسية والبوذية تشترك في هذا المودرا. في بعض المناطق ، مثل لاوس وتايلاند ، يختلفون ولكنهم يشتركون في اصطلاحات أيقونية متشابهة.وفقًا لـ Jamgön Kongtrül في تعليقه على Hevajra Tantra ، تُعرف أيضًا قمم الآلهة الغاضبة والسحرة المصنوعة من عظام بشرية (Skt: aṣṭhimudrā ؛ Wylie) باسم "الختم" mudra.

## البوذية
يمكن أن تتضمن صورة بوذا واحدة من العديد من المودرات والوضعيات الشائعة. تمثل المودرات الرئيسية المستخدمة وتمثلات موجزة لحظات محددة في حياة الإله بوذا.

### أبهايا مودرا
تمثل "بادرة الشجاعة" في أبهايامودرا الحماية والسلام واللطف وتبديد الخوف. في البوذية الثيرافادا ، يتم ذلك عادةً أثناء الوقوف ، مع ثني الذراع اليمنى ورفعها إلى مستوى الكتف ، وتوجيه الكف للأمام ، وإغلاق الأصابع ، والإشارة عموديًا ، وإسناد الذراع اليسرى إلى الجانب. في تايلاند ولاوس في عام ، ارتبط هذا المودرا ببوذا يمشي ، كما تم تصوير كلتا يديه مرة وهو يقوم بعمل أبها مودرا مزدوج. ربما تم استخدام هذا المودرا قبل ظهور البوذية كدليل على حسن النية للإشارة إلى الصداقة في التعامل مع الغرباء. في الفن ، يعتبر غاندهاران دليلاً على تأثير خطبة .كما تم استخدامه في الصين خلال عهدي وي وسوي في القرنين الرابع والسابع. استخدم بوذا هذه الإيماءة عندما هاجمه فيل وضربه ، كما هو موضح في العديد من اللوحات الجدارية والنصوص. في بوذية ماهايانا ، غالبًا ما تُصوَّر الآلهة باستخدام اليد الأخرى لتصريف أبهايا مودرا بمودرة أخرى.

### بهيمسبارية مودرا
تعد بهيمسبارية أو مودرا لـ "الشاهد الأرضي" لغوتاما بوذا واحدة من أكثر صور العبادة شيوعًا في البوذية. ومن الأسماء الأخرى "بوذا يدعو الأرض للشهادة" و "لمس الأرض". يصور قصة من أسطورة بوذية عن الوقت الذي بلغ فيه اللورد بوذا التنوير الكامل ، حيث يجلس بوذا في حالة تأمل ويده اليسرى ممدودة في حضنه ويده اليمنى تلامس الأرض. وفقًا للأسطورة ، تم تحدي اللورد بوذا من قبل الشرير مارا ، الذي كان يقاتل من أجل شاهد يشهد أن له الحق في القيام بذلك. رداً على مارا ، لمس اللورد بوذا الأرض وظهرت فرا ماي ثوراني ، إلهة الأرض ، كشاهدة على استنارة اللورد بوذا.
في شرق آسيا ، يمكن أن يُظهر هذا المودرا (ويسمى أيضًا وضع مارافيغايا) أصابع بوذا وهي لا تصل إلى الأرض ، وهو ما يميز الصور البورمية أو الهندية.

### بودهيانجي مودرا
بودهيانجي مودرا ، "ستة عناصر مودرا" أو "قبضة الحكمة" هي لفتة يتم فيها الإمساك بإصبع السبابة اليسرى باليد اليمنى. توجد عادة على تماثيل بوذا فايروكانا.

### دارماتشاكرا برافارتانا مودرا
ألقى بوذا أول خطبة له بعد التنوير في دير بارك في سارناث. تمثل دارماتشاكرا برافارتانا أو مودرا "عجلة الغزل" هذه اللحظة. بشكل عام ، تم تصوير Gautama Buddha فقط وهو يؤدي هذا mudra ، باستثناء Maitreya باعتباره المشرع. Dharmachakra Mudra عبارة عن يدان متقاربتان أمام الصدر في Vitarka مع راحة اليد اليمنى للأمام والنخيل الأيسر للأعلى ، وأحيانًا باتجاه الصدر. هناك العديد من الاختلافات ، مثل اللوحات الجدارية في كهف Ajanta حيث يتم فصل اليدين ولا تلمس الأصابع.في النمط الهندي اليوناني لغاندهارا ، يبدو أن قبضة اليد اليمنى المشدودة تغطي الأصابع المتصلة بالإبهام الأيسر. في لوحات Hōryū-ji في اليابان ، تُركب اليد اليمنى على اليسار. تستخدم بعض شخصيات أميتابها هذا المودرا قبل القرن التاسع في اليابان.

### الضياء مدرا
Diya-Mudra ("تأمل مودرا") هي لفتة تأمل للتركيز على القانون الصحيح والسنغا. ضع يديك على ركبتيك ، ضع يدك اليمنى على يسارك ، وأصابعك ممدودة بالكامل (أربعة أصابع فوق بعضها البعض والإبهام يشيران بشكل مائل إلى بعضهما البعض) ، وراحتا اليد متجهة لأعلى ؛ وهكذا تشكل الكفوف والأصابع مثلثًا يرمز إلى النار الروحية أو ثلاثة جواهر. يستخدم هذا المودرا في تصوير Gautama Buddha و Amitabha. في بعض الأحيان يتم استخدام الضياء-مودرا في بعض صور بهايجياجورو كـ "دواء بوذا" مع وعاء شفاء بين يديه. من المحتمل أن يكون قد ولد عام في غاندهارا في الهند وأثناء منطقة وي الشمالية في الصين.
يستخدم بكثرة في جنوب شرق آسيا في ثيرافادا البوذية ؛ ومع ذلك ، فإن الإبهام يقع على راحة اليد. يُعرف Dhyāna Mudra أيضًا باسم Samadhi Mudra أو Yoga Mudra ، بينيين: [تشان] دينغ يين .
mida no jōin (弥陀 定 印) هو الاسم الياباني للتنوع في الضياء مودرا حيث يتم ربط أصابع السبابة بالإبهام. تم استخدامه بشكل أساسي في اليابان للتمييز بين أميتابها (ومن ثم "ميدا" أميدا) من بوذا فايروكانا ، ونادرًا ما كان يستخدم في أي مكان آخر.

### فارادا مودا
"لفتة كرم فارادامودرا" تعني العطاء والاستلام والصدقة واللطف والرحمة والإخلاص. يبدو دائمًا أنه من اليسار لشخصية محترمة مكرسة لتحرير الإنسان من الجشع والغضب والوهم. يمكن القيام بذلك مع ثني الذراع ورفع راحة اليد قليلاً ، أو في حالة الذراع ، قم براحة اليد مع
تشير الأصابع بشكل مستقيم أو مثني قليلاً. نادرًا ما يتم العثور على مودرا فارادا بدون مودرا أخرى تستخدمها اليد اليمنى ، وعادة ما تكون أبهايا مودرا. غالبًا ما يتم الخلط بينه وبين Vitarka Mudra ، وهو مشابه جدًا له.في الصين واليابان ، على التوالي ، كانت الأصابع متصلبة خلال فترتي Wei و Asuka الشمالية ، ثم بدأت تدريجياً في التليين مع تطورها بمرور الوقت ، مما أدى في النهاية إلى تقوس قاعدة تانغ الحاكمة للأصابع الطبيعية
في الهند ، يتم استخدام Varada mudra من قبل كل من الشخصيات الجالسة والواقفة لبوذا ، بوديساتفاس ، وشخصيات أخرى ، ويرتبط بشكل خاص بـ Vishnu في الفن الهندوسي. تم استخدامه في صور Avalokiteśvara منذ فن Gupta (القرنين الرابع والخامس). يشيع استخدام فارادا مودرا في تماثيل جنوب شرق آسيا.

### فاجرا مودا
"لفتة الرعد" في فاجرا مودرا هي بادرة معرفة. مثال على تطبيق vajra mudra هو الأسلوب السابع (من تسعة) للأختام المكونة من تسعة مقاطع.

### فيتاركا مودا
مناقشة مودرا Vitarka Mudra هي بادرة للنقاش ونقل التعاليم البوذية. يتم ذلك عن طريق ضم أطراف الإبهام والسبابة معًا ، مع إبقاء الأصابع الأخرى مستقيمة تقريبًا ، كما هو الحال في مودرا أبها وفارادا ، ولكن مع ملامسة الإبهام للسبابة. يحتوي هذا المودرا على العديد من الاختلافات في بوذية ماهايانا منذ
عامًا. في البوذية التبتية ، تُعتبر هذه الإيماءة صوفية تارا وبوديساتفا مع أشكال محددة من الآلهة في ياب يام. يُعرف Vitarka-Mudrā أيضًا باسم Vyākhyāna-Mudrā ("تفسير المدرا").

### جنانة مدرا
يتم تنفيذ جنانة عن طريق لمس أطراف الإبهام والسبابة معًا لتشكيل دائرة ويتم إمساك راحة اليد بحيث تواجه راحة اليد القلب. يمثل مودرا التنوير الروحي في الديانات ذات الأصل الهندي. أحيانًا يختار الراهب أن يُدفن حياً في هذا الوضع الصمادي. تم العثور على 2700 هيكل عظمي قديم تم وضعها عام
في Balathal ، راجستان ، مما يشير إلى أن شيئًا مشابهًا لليوغا ربما كان موجودًا في ذلك الوقت.

### كارانا مودة
كارانا مودرا هو مودرا يطرد الشياطين ويزيل العقبات مثل المرض أو الأفكار السلبية. يتم إجراؤه عن طريق رفع الفهرس والأصابع الخنصر وربط الأصابع الأخرى. إنها تقريبًا نفس "علامة القرون" الغربية باستثناء أنه في الكارانا مودرا لا يضغط الإبهام على الإصبع الأوسط والخاتم. يُعرف هذا المودرا أيضًا باسم تارجاني مودرا.

### صالة العرض

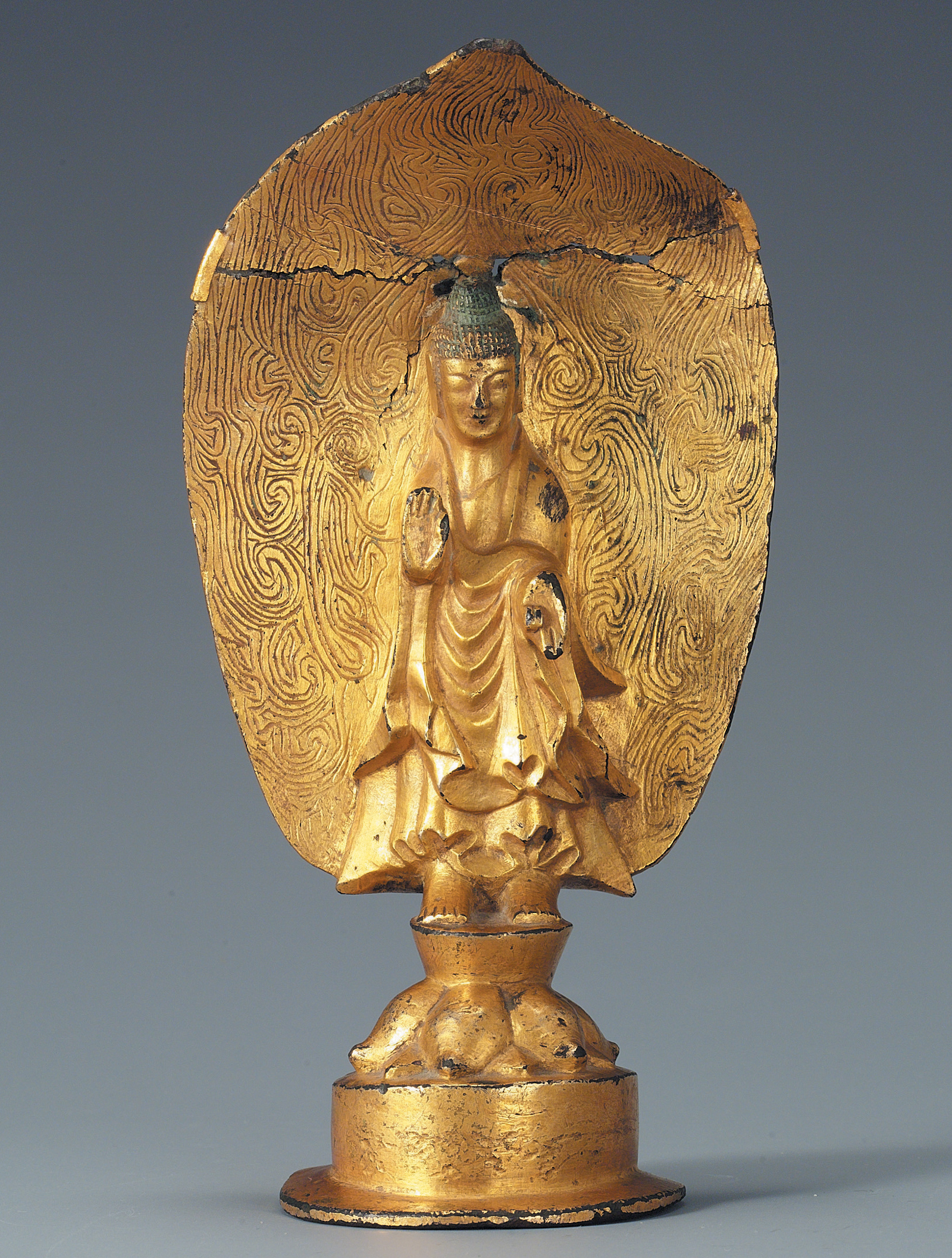
الكنز الوطني الكوري 119. تظهر اليد اليمنى أبهايامودرا بينما تظهر اليد اليسرى في فارادامودرا .
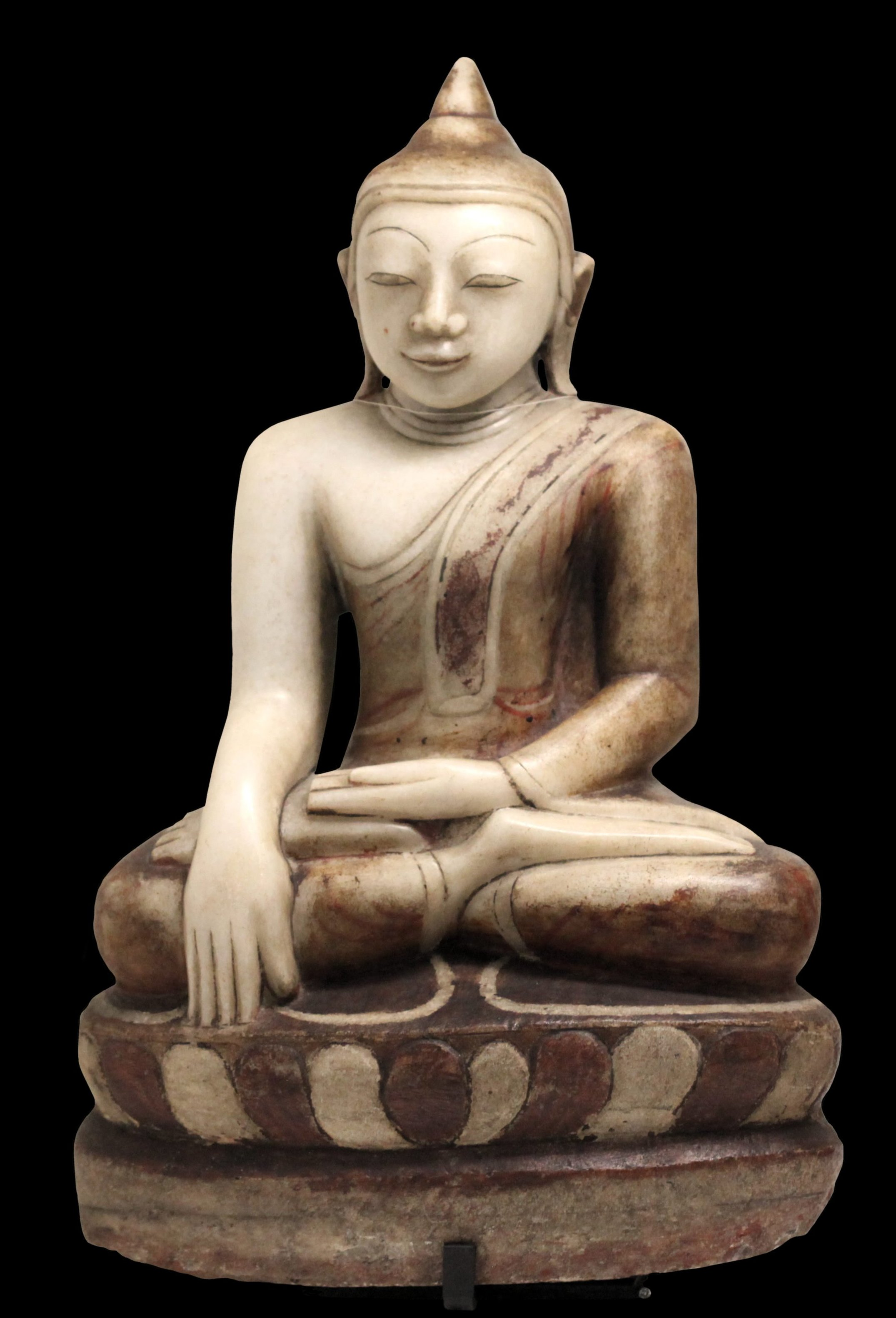
بوذا جالسًا في بوميسبارا مودرا. بيرماني. رخام أبيض مع آثار متعددة الألوان. متحف غالو الروماني في ليون-فورفيير  [لغات أخرى]‏
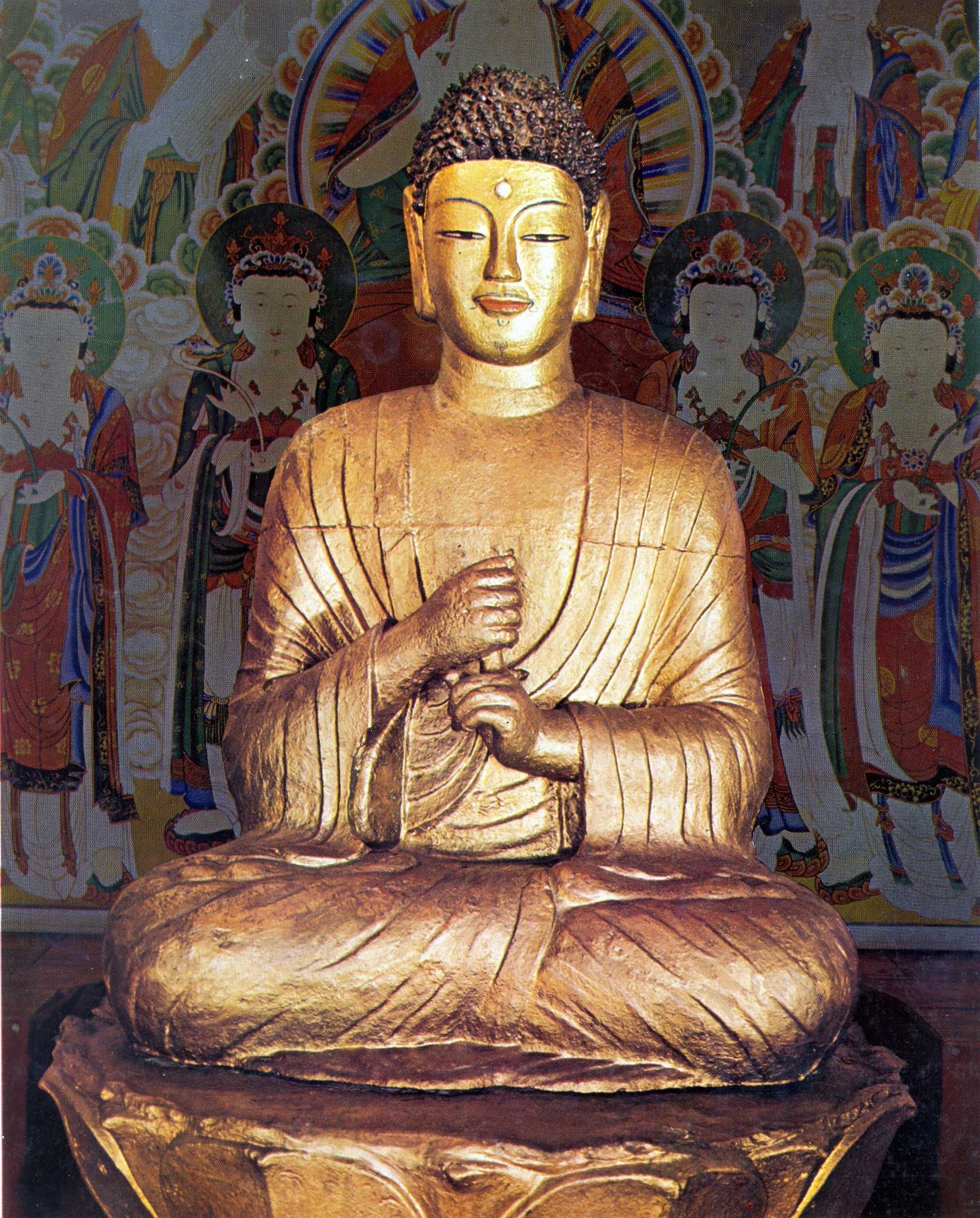
Bodhyangi Mudrā
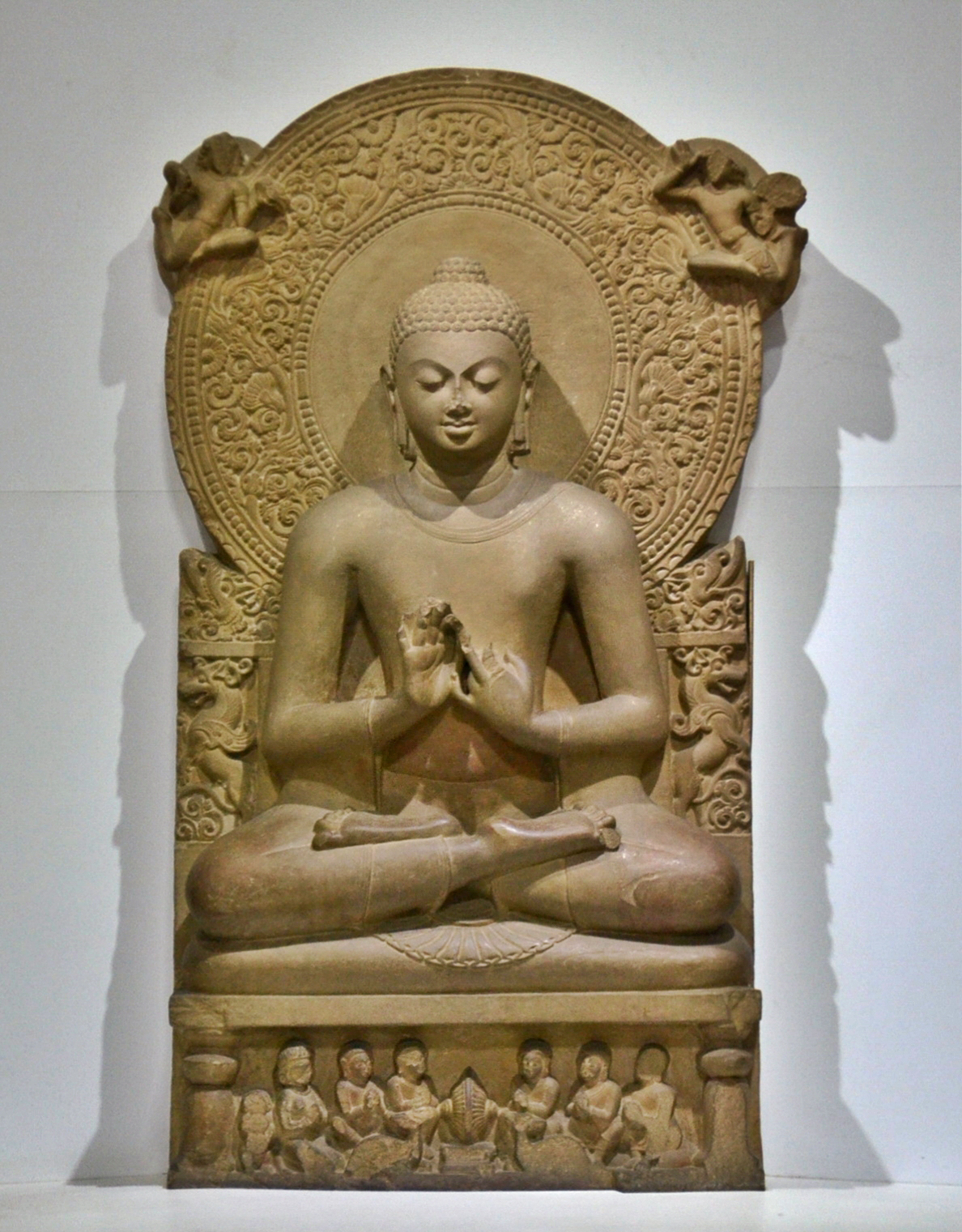
تمثال لبوذا من سارناث ، أوتار براديش ، الهند ، القرن الرابع الميلادي. يصور بوذا التعليم ، بينما يصنع Dharmacakra Pravartana mudrā.
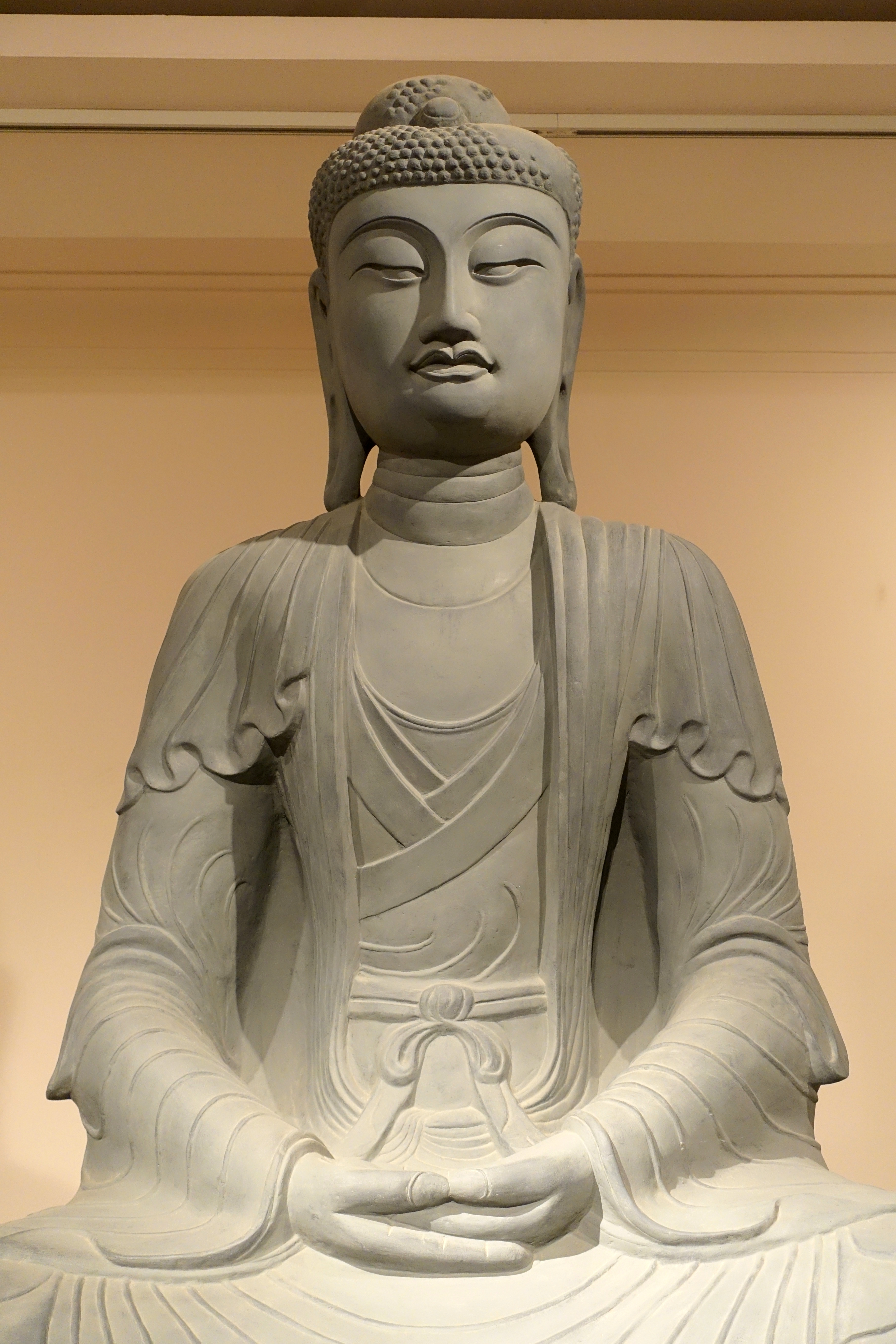
استنساخ تمثال أميتابها لمعبد Phật Tích  [لغات أخرى]‏ ، هانوي ، مما يدل على dhyāna mudrā
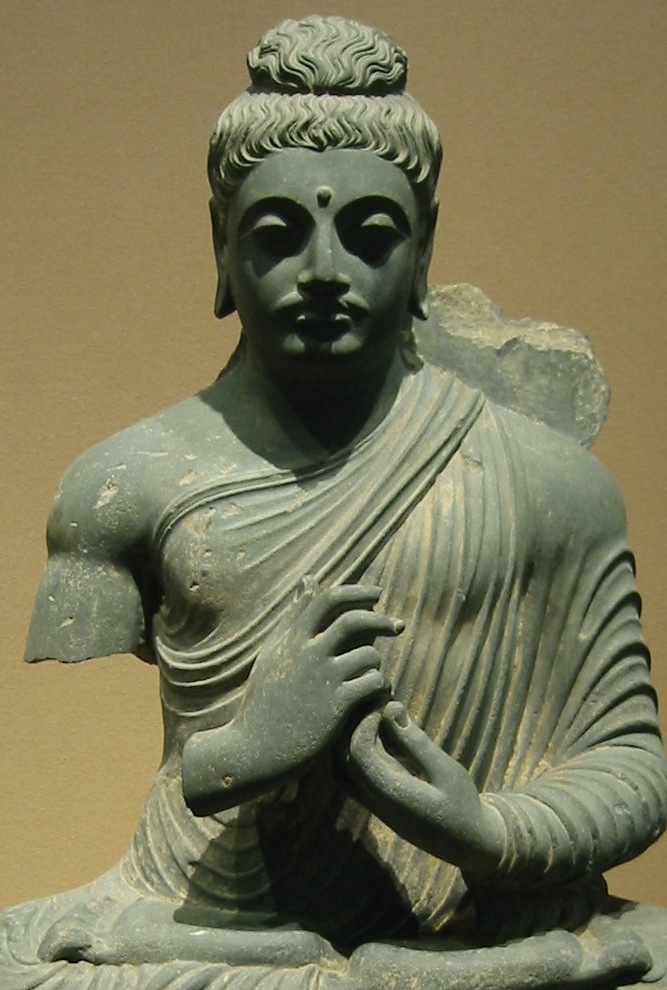
فاجرا مودرا
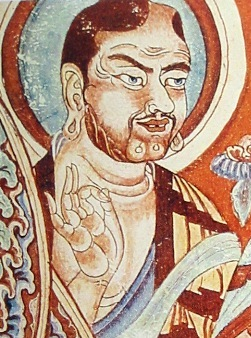
فيتاركا مودرا ، حوض تاريم ، القرن التاسع
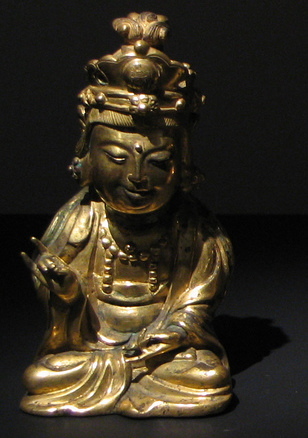
شخصية جوسون تعرض كرانا مودرا.

## الرقص الكلاسيكي الهندي والرقصات التايلاندية
في الرقص الكلاسيكي الهندي والرقصات التايلاندية ، يتم استخدام مصطلح "Hasta Mudra". تصف ناتيا شاسترا 24 مودرا بينما يقدم فيلم Abhinaya Dharpana من Nandikeshvara 28. في جميع أشكال الرقص الكلاسيكي الهندي ، تتشابه المودرات ، على الرغم من اختلافها في الاسم والاستخدام. هناك 28 (أو 32) مودرا رئيسية في بهاراتاناتيام ، 24 في كاتاكالي و 20 في أوديسي. يتم الجمع بين هذه الجذور بطرق مختلفة ، على سبيل المثال ب- يد واحدة ويدان وحركات ذراع وتعبيرات جسدية وتعبيرات وجه.في كاثاكالي ، التي تحتوي على أكبر عدد من التركيبات ، يبلغ عدد المفردات حوالي 900. يستخدم سانيوكتا مودرا كلتا يديه بينما يستخدم أسانيوكتا مودرا يد واحدة.

## اليوجا

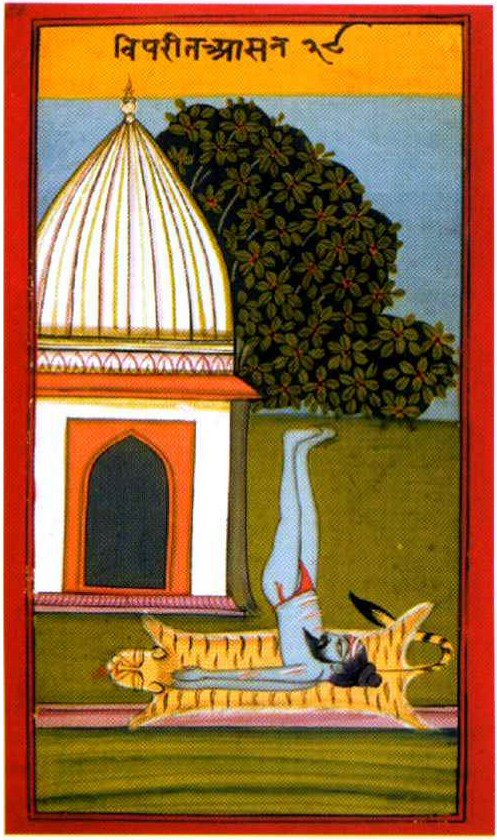
تشتمل مختلف أنواع اليوجا المودرات على أجزاء مختلفة من الجسم وإجراءات متنوعة مماثلة ، بشكل عام للاحتفاظ بالطاقة الحيوية للبرانا. في Viparita Karani ، الجسم مقلوب للسماح للجاذبية بالاحتفاظ بالبندو. مخطوطة مصورة لجوغا براديبيكا ، ١٨٣٠

المصادر الكلاسيكية لـ Seal Yoga هي Giranda Samhita و Hatha Yoga Pradipika. تنص هاثا يوغا براديبيكا على أهمية مودرا في ممارسة اليوجا: "لذلك ، يجب تحفيز الآلهة [كونداليني] التي تنام عند مدخل بوابة براهما [في قاعدة العمود الفقري] باستمرار بجهد أداء مودرا. بالضبط. " بين عامي و 2000 ، واصل مدرس اليوجا ساتياناندا ساراسواتي ، مؤسس مدرسة بيهار لليوغا ، التأكيد على أهمية مودرا في تعاليمه النصية حول أسانا وبراناياما ومودرا وباندها.
تختلف Yoga Mudras في أجزاء الجسم المعنية والإجراءات المطلوبة ، تمامًا مثل Mula Bandha و Mamudra و Viparita Karani و Khikaru Mudra و Vajruli Mudra.

### مولا باندا

طريقة عمل مودرا ، تعمل على احتجاز سوائل الطاقة (التنفس ، البرانا ، بيندو ، أمريتا) وبالتالي تساعد على فك قناة السوشومنا المركزية

يتضمن Mula bandha ، قفل الجذر ، الضغط على كعب في فتحة الشرج ، عادةً في أسانا متصالبة وتقلص عجاني ، مما يجبر البرانا على قناة السوشومنا المركزية. 

### محمودرا
مامودرا ، الفقمة الكبيرة ، لها كعب غارق في الحصان. في جالاندارا باندها ، يتم ضغط الذقن على الصدر ، ويتم إغلاق الحلق ويتم حبس النفس مع إغلاق الفتحات العلوية والسفلية للجسم ، مما يجبر البرانا مرة أخرى على دخول قناة السوشومنا. 

### فيباريتا كاراني
Viparita Karani ، الانقلاب ، هو وضع الرأس للأسفل والقدم لأعلى والذي يستخدم الجاذبية لعقد البرانا. تدريجيًا ، يزداد الوقت الذي تقضيه في الوضع حتى تتمكن من الاحتفاظ به لمدة "ثلاث ساعات". يدعي Dattatreyayogashastra أن هذه الممارسة تقضي على جميع الأمراض وتزيل الشيب والتجاعيد. 

### خشري مودرا
في khekari mudra ، ختم الخيشري ، يتم إدخال اللسان "في تجويف الجمجمة" ويتم غلق سائل البيندو بحيث لا يقطر من الرأس ويختفي حتى إذا تم تقبيل اليوغي من قبل امرأة لا تهدأ. يلاحظ خيشاريفيدا أن اللسان كان طويلًا ومرنًا بدرجة كافية ليتم ثنيه بهذه الطريقة. مرة واحدة في الأسبوع ، يقوم اليوغي بحفر عميق في لغة. ستة أشهر من هذا العلاج دمرت اللجام ، مما تسبب في ثني اللسان للخلف ، لذلك أوصى اليوغي بممارسة شد اللسان ، وإمساكه بقطعة قماش لتمديده ، وتعلم شد كل أذن ولفها لتلمس القاعدة. من الذقن.يُعتقد أنه بعد ست سنوات من التدريب الصامت ، تمكنت سان من إغلاق الطرف العلوي لقناة سوشومنا.

### فاجرولي مودرا
يُجبر فاجرولي مودرا ، ختم فاجرولي ، اليوغيين على الحفاظ على السائل المنوي ، إما عن طريق تعلم عدم إطلاقه أو عند إطلاقه عن طريق سحبه عبر مجرى البول من مهبل "امرأة اليوجا". 

## الفنون العسكرية
تحتوي بعض أشكال فنون الدفاع عن النفس الآسيوية على مواقف (يابانية: في) مطابقة لهذا مودرا. يُعتقد أن بوذية Tendai و Shingon مستمدة من الإيماءات القوية لبوذية Mikkyo التي لا تزال موجودة في العديد من kor-ryū ("القديمة") (مدارس) ryū التي تأسست قبل القرن السابع عشر. مثل "يد السكين" أو إيماءة شوتو ، مخفية بمهارة في بعض تماثيل كوريو كاتا والتماثيل البوذية لسيف التنوير.

## ملحوظات
1. ↑  Monier-Williams، Monier (1872). "Mudra". A Sanskrit-English Dictionary. Clarendon. مؤرشف من الأصل في 2022-12-23.
2. 1 2 3 4 5  Mallinson & Singleton 2017.
3. ↑  Muromoto, Wayne (2003) Mudra in the Martial Arts نسخة محفوظة 2007-12-15 على موقع واي باك مشين.. . Retrieved December 20, 2007.